# Basilioterpa bullata
Basilioterpa bullata är en insektsart som beskrevs av Hamilton och Morales 1992. Basilioterpa bullata ingår i släktet Basilioterpa och familjen spottstritar. Inga underarter finns listade i Catalogue of Life.